# ねこ・ねこ・幻想曲
『ねこ・ねこ・幻想曲』（ねこ・ねこ・ふぁんたじあ）は、高田エミによる少女漫画作品、また、それを原作としたアニメ作品である。

## 概要
本作はヒトに変身できる能力を得た黒猫のシロを中心に、彼女の周りで起こる物事などを描いたファンタジー色の強いコメディーである。しかしながら作者は、本作の作成初期に「よく猫好きと間違われるが、実は猫嫌い」と語った。作者はネコを1回も飼った経験が無いだけでなく、ネコの目が苦手だと、作中のコラムで記述した

。
本作は『りぼんオリジナル』の1985年冬の号が初出である。そして『りぼん』で1986年6月号より連載開始し、同年8月号で一旦は最終回を迎えた。しかし、同年11月号より連載が再開され、1992年5月号にて連載を終了した。その後1992年11月号に番外編を掲載して、シロの物語は終了した。
1994年には『りぼん』冬休みおたのしみ増刊号で、シロの娘であるルルを主人公とした話（以下便宜上「ルル編」と称す）が掲載された。ルル編は『りぼん』本誌では、1994年3月号から8月号まで連載された。その後『りぼん』1994年夏休みおたのしみ増刊号と1995年冬休みおたのしみ増刊号での掲載を以って完結した。
単行本は新書版が全16巻、文庫版が全8巻発売された。ただし、文庫版にはルル編は収録されていない。
また1991年には、OVA化された。

## 主要登場キャラクター

### ネコ
シロ
声 - 渡辺菜生子
本作の主人公の黒猫である。お月様から授けられた「銀のしずくの力」によって、ヒトに変身する能力を有する。ヒトに変身した際は、グレーのおかっぱ頭で三頭身くらいの少女の姿になる。変身中の状態で「猫のシロ」と自ら自己紹介することも多々あるが、猫から変身した姿であることを露知らない人々からは「猫野 白」と言う名の少女だと思われている（正体を知る前の里子も含む）。なお、変身時の服装はセーラー服だが、状況に応じて異なる衣装に変わる。話す際には、長音符の発音を省略する癖がある（「セーラー服」→「セラ服」等）。
ただし、ヒトに変身しても、足跡はネコのままである。また、爪の出し入れが可能だったり、家屋の屋根から飛んで空中で3回転して着地したりといったように、ネコとしての能力も兼ね備えている。
知能には全体的に幼さが見られ、明るく天真爛漫でじっとしていられない性格である。飼い主である里子やその家族達の役に立つべくヒトに変身して様々な行動を起こすものの、ネコであるがゆえに、ヒトの常識から外れた行動を見せる場合も多い。このために騒動が起こる場合も多い。しかし悪気は一切無く、そのせいか「憎めない所が有る」と思われているようである。なお、連載が進むにつれて、行動には次第に落ち着きが出てきた。
また、幼さは恋愛観にも見られ、恋愛に関しては「恋」と「鯉」の違いも判らない位であった。しかし、物語の終盤に、鏡で掌を切ったせいで瀕死の重傷を負った際に、サスケが助命に尽力した頃から、彼に急激に想いを寄せるようになっていった。そして最終回では、遠い町に引っ越してゆくサスケの元に嫁入りして、里子の所を去った。
サスケ
物語の初期に、シロの住む町に引っ越してきた、赤茶縞の日本猫である。飼い主は生花店を営む老婦人で、彼女からは溺愛されている。
優しく真摯な性格の一方で、やや弱気であり、本人もそれを気にして「強くなりたい」と願っていた。ただし、意気地が無かったわけではなく、例えば、ジェドに対しては服従を拒んだりもした。さらに、本人が気にしていた弱気さは、物語が進むにつれて克服されてゆき、終盤にはシロの命を助けるために素晴らしい勇気を見せるまでになった。このように、本作を通して、特に大幅な成長を見せたキャラクターの1人と言える。
ヒトに変身した際は、坊ちゃんらしい少年といった雰囲気を有する。その身長は、連載が進むにつれて、一見して分かる程に伸びていった。
セディ
物語の中盤に、シロの住む町に引っ越してきた、赤レンガ色でアビシニアンと日本猫のハーフのネコである。飼い主の苗字は「中島」である。
やや年長で物事をそつなくこなす傾向が見られる。また少し意地悪な性格で、しばしばサスケをからかう。引っ越してきた日にシロに一目惚れをして以降、サスケと恋の鞘当てを繰り返してきた。しかし、物語の終盤に、シロの命を助けるためにサスケと行動を共にした事を契機に、サスケを見直し、自身は身を引いた。その後はララと両想いになっていった。
ヒトに変身した時の姿は、太田に似ている。
ララ
物語の後半にシロの住む町に引っ越してきた白猫である。溺れていた際に、サスケに助けられて以来、彼に一目惚れをし、それ以降シロに対して、一方的にライバル心を燃やした。しかし、町内会の運動会で彼女に対し優しさを見せたセディに対し、反発しつつも恋心を抱くようになり、やがてセディと両想いになった。
ヒトに変身した時は金髪ウェーブの長髪で、容姿も良く、雑誌のカメラマンから撮影の依頼を受けた。
ボス
本名はトムと言う。シロが産まれた町である月見町に君臨してきたボス猫だが、左目を負傷で失っている。かつては飼い猫だったが、誤解を受けた上に、負傷を契機に捨てられ、野良猫となった。このような経緯のために、人間嫌いであった。その後、元の飼い主との間の誤解は氷解したものの、月見町のボスとして生きる道を選び、飼い主の元を去った。物語の最終盤で、エレナと言う猫と結婚した。
シロの出生時の状況を知っており、彼女の頼みで月見町へ案内も行った。やや厳しい側面も有するが、基本的には面倒見の良い親分肌といった性格であり、さらに戦闘能力も高く、他のネコ達からは厚い信頼を受けている。
ヒトに変身した時は、里子から格好良いと思われる程の美形である。
エレナ
最終回の直前に登場した、ボスの妻である。シロは「ルナお母さんと同じくらいきれいな猫」と評した。
長老
長毛の白猫で、本名は雪之助と言う。シロの住む町では最高齢のネコであり、皆のアドバイザーのような存在である。かつては葉子と言う老婦人に飼われていたが、葉子が亡くなり、それ以降は空き家となった葉子の家で、1匹だけで暮らしていた。その後、家が売却されて取り壊しが決まり、シロ達が取り壊しを阻止しようとしたものの果たせずに、野良猫となった。
ヒトに変身した時は、性格相応の温和そうな老人の姿である。
ルナ
シロの母親で、シロと同様に黒猫である。飼い主が引っ越した際に野良猫となり、その後は様々な苦労を重ねたが、妊娠していた娘の存在を励みとして頑張ってきた。しかし、シロを出産した直後に、体力を急激に失い、亡くなった。
なお、シロを産んだ直後に死亡したため、シロはルナの顔を知らずに育った。しかし、シロが月見町に来た際には、魂となってシロを励ました。また、シロが自分が産まれる前の過去の時代にタイムスリップした際には、ヒトの姿のままのシロと対面を果たした。このため、シロはルナを見知っており、母親のルナを「世界一きれいな猫」と評している。
ケン
毛色は白と黒で、部分的に長毛を有する点が特徴のネコの姿をしており、「風の猫」という通り名を持つ。
闇の国からネコ達を守る使命を果たす存在として月に選ばれ永遠の命と聖なる力を授かっており、闇の国の使者がこの世に送り込む使者たちを倒すべく世界中を旅する運命にある。
どこか浮世離れした風情やセリフから、シロの先輩のネコ達からは、キザだと思われ、大爆笑されている。
永遠の命を持っているという事情から、他の誰も愛さないと心に誓っていたが、戦いで傷を負って月見町に流れ着いた際に、ルナの看護を受けた事を契機として彼女を愛するようになり、彼女との間に娘（シロ）を儲けた。しかし、娘の誕生を見守る間も無く、闇の国の使者ジェドとの対決のために町を去った。ただ、ジェドの脅威が再び迫っていると察知し、シロの住む町へ再来した。その際にシロと対面したものの、別れの辛さや自分の運命ゆえに、娘を心配させるぬように、シロに父親として名乗り出なかった。
ジェド
闇の国からの使者であり「全てを暗黒の闇が分け隔てなく包み込む闇の国は平等で美しい」という考えの持ち主である。精神生命体のような存在であり、他のネコに乗り移った上で活動する。闇夜の中では、逆らうネコを石化したり、服従したネコを下僕にできる。
ヒトの姿をとった時は、パンクファッション風の奇抜な服装をした男性の姿になる。
シエル
かぎしっぽの白猫である。左の目で過去を、右の目で未来を見通す透視力を持つ。ただし、黒猫の運命だけは見通せないという制約も有する。これは、シロがタイムスリップした際に、偶然彼にレンガをぶつけた結果として身に付いた、後天的な能力である。
自分に優しくしてくれた里子を好きになり、様々な行動を起こすようになったが、彼女と香川先輩の絆の深さを知って諦めた。その後、長老の家が取り壊される際に彼をかばって重傷を負った際に、一命を取り留めた事と引き換えに、特殊能力を失った。
チビ
物語の前半で、シロが拾った白い子猫として登場した。その境遇を不憫に思ったシロが、飼い主探しを行った結果、女性漫画家に引き取られた。
ライム
物語の中盤に登場する、部分的に長毛を有する白猫である。飼い主の少年が誘拐され、助けようとした際に頭を強打して記憶を失った。記憶を失っていた間は、シロ達から「コロ」と呼ばれていた。その後、誘拐犯と雰囲気の似た人間に飛びかかった際に、突き飛ばされた衝撃で記憶を取り戻した。飼い主に対しては恋愛感情を抱いており、シロたちの協力を受けて、飼い主の救出に成功した。シロにヒトの姿に変身させてもらった際に、いつまでもそばにいる旨、飼い主に想いを伝えた。
ヒトに変身した時の姿は、両サイドの髪の毛を縦ロールにした少女の姿である。
ミリィ
物語の中盤に登場する。かつては飼い猫であったが、発熱した際に視力を失った結果、捨てられてしまった。その後は、以前から仲の良かったカイの助けを受けて生活をしていた。その後、カイやシロ達が入手した「青いスズラン」の力で視力を取り戻し、シロの住む町に住む、ある家庭に拾われた。
なお、苦しい境遇の時期に助けられたカイとは、深い愛情で結ばれていった。
カイ
しばしばミリィと一緒にいたトラ猫で、ミリィの失明後は彼女のために体を張り、お互いの間に愛情も芽生えた。ところが、食料調達の途中に電車に衝突して亡くなった。
しかし、ミリィが気掛かりだったため、カイの魂が太田の弟に乗り移った上で「カン吉」と名乗り、ミリィの視力の回復に必要とされる、青いスズラン探しに尽力した。そうして入手できた青いスズランの御蔭で、ミリィが視力を取り戻した結果、心残りが無くなり、成仏した。

### ヒト
樹村里子（きむら さとこ）
声 - 井上喜久子
緑ヶ丘高校2年生の純情かつ優しい少女だが、やや天然ボケ気味な側面も見られる。香川先輩に片思いしていたが、物語の前半で思いが通じて、交際が始まった。
大のネコ好きであり、シロの飼い主である。ネコ達からは「サトコ」と呼ばれている。
物語の中盤で死亡したものの、その際にシロたちの思いとお月様の力によって生き返り、ネコの言葉が理解できる「ムーンクリスタルのブレスレット」を入手した。これ以降は、銀のしずくの力について知る唯一の人間となった。物語の最後では、シロの幸せを願い、サスケの元で暮らすようにと、シロを涙ながらに説得して送り出した。
樹村正人（きむら まさと）
声 - 納谷六朗
里子の父親で、緑ヶ丘高校で生物学の教諭を務めている。足が速く、学生時代は陸上部に所属しており、名スプリンターだった。
自ら「猫アレルギー」と称する程のネコ嫌いであり、シロの飼育を強硬に反対していた。ネコ嫌いになった理由は、幼少期に太平洋戦争の際の空襲により、当時可愛がっていた親子のネコ達を亡くした事が、トラウマとなっているためであった。それでも、徐々にシロを受け入れるようになっていった。
樹村冴子（きむら さえこ）
声 - 池田昌子
里子の母親で、穏やかな性格である。以前は、看護師をしていた。
香川貴広（かがわ たかひろ）
声 - 中原茂
緑ヶ丘高校3年生で、元バスケットボール部員である。作中では「香川先輩」と呼ばれる。頭脳明晰で明るく、ユーモアも解する好青年である。
物語の前半で、里子の彼氏になった。里子とは誤解からケンカもしたものの、基本的に里子とは深い絆で結ばれており、彼女のためなら危険も厭わない傾向が見られる。
太田春彦（おおた はるひこ）
緑ヶ丘高校3年生で、実家は寿司店である。香川先輩の友人で、幼稚園からの長い付き合い。里子が好きであったものの、その旨を里子に告白する前に、香川先輩に取られた格好になった。
太田夏彦（おおた なつひこ）
太田の弟で、中学1年生である。魂となったカイに乗り移られて、身体を借りられていた時期が有る。
竹中チヨ（たけなか チヨ）
サスケの飼い主で「おばあちゃん」の通称で呼ばれる老齢の女性である。生花店を経営してきたものの、物語終盤で生花店を畳み、遠い町への引っ越しが決まった。もちろん、溺愛しているサスケも連れてゆくと決めた。
カオル
ボスの飼い主であった少女である。ボスが親に捨てられた事を、長く気に病んでいた。
葉子（ようこ）
長老の飼い主であった老婦人である。亡き夫の建てた家で1人暮らしをしていたが、娘の勧めでネコ（長老）を飼い始めた。その後、彼女が亡くなった結果、長老は野良猫となった。
竹田絵美（たけだ えみ）
事故に遭いかけたチビを助けた事を契機として、彼を引き取って飼い始めた。少女漫画家という設定が存在する。
仁（ひとし）
先天性の心疾患を抱えた少年である。ライムの飼い主であり、誘拐された際には、ライム達によって救出された。
吉川淳子（よしかわ じゅんこ）
物語の中盤に登場した。関西方面から緑野小学校に転校してきた3年生の少女である。本質的には他者を思いやる優しい性格だが、気が小さいのが災いして、いじめに遭い、新しい環境に溶け込めずにいた。偶然にムーンクリスタルのブレスレットを拾ったためにネコの言葉が分かるようになり、シロたち猫と心を通わせていた。いじめっ子の綾子からブレスレッドを取り返そうとした際に、ブレスレッドを壊してしまったため落ち込んでいた。それでも、シロ達に励まされ、その後、いじめをしていた事を反省した綾子からの謝罪を受けて和解し、徐々にクラスに溶け込んでいった。

### その他
お月様
作中で月は、こう呼ばれる。しかし現実世界の月とは異なり、明確な意思を持っている上に、会話も可能である。ネコやヒトのために様々な形で力を貸している。
昼間は眠っており、今まで見てきた昔の光景を夢に見ているらしい。
ドロシー
物語の後半にシロの住む町に引っ越してきたセントバーナードの雌である。大柄な外見とは裏腹に可愛い物好きで、乙女系の性格。
スピルバーグ
樹村家に住み着いているハツカネズミである。シロ達の前に出てきては追いかけられる脇役だが、彼を主役にした番外編が存在する。

## 「銀のしずくの力」について
ルナと産まれてくる子供（シロ）の幸せを願う月見町のネコ達の思いを聞き届けたお月様がシロに授けた力である。お月様曰く「しあわせと愛と夢の力」が「銀のしずくの力」だという。願かけを行えば、ヒトに変身できる。しかし、ヒトに変身した状態で、写真フィルムを用いたカメラで撮影された場合には、ネコの姿で写ってしまう。また、お月様が雲に隠れていたり、新月の状態であった場合は使えない。一方で、昼間であっても、お月様が見えていれば変身できるものの、その際は、お月様が見ている夢の時代へタイムスリップしてしまう。
この力の重大な弱点として、鏡が挙げられる。もし傍に鏡が存在している場所で変身しようとすると、月の魔力が鏡に封じ込まれてしまうために、変身できない。その上に、月が徐々に消えてゆき、月が司っている誕生と死の秩序の乱れが発生し、生死の異変が世界各地で起こるようになる。また、割れた鏡で切り傷を作ってしまった場合には、そこから銀のしずくの力のみならず生命力までもが吸い取られ、何も手を打たないでいると概ね10日間で死に至る。この状態から命を救うには、八角島に存在する「ヒカリ池」の水が必要である。
この「銀のしずくの力」を使える者はシロだけだが、他のネコに、その力を分れば、そのネコもヒトに変身させられる。ただし、変身させるネコの数が多い場合には、変身状態を保てる時間に、制限が生ずる。
本来ならば、ヒトに知られると消えてしまう力だったものの、シロが里子を助けるために瀕死状態の里子の目の前で変身した時は、シロと里子の心の結び付きの深さに免じて、お月様は里子を例外とした上で、里子にはムーンクリスタルのブレスレットもプレゼントした。これ以来、里子は銀のしずくの力の秘密を知る唯一の人間となった。

## 舞台
本作の物語の舞台は、北海道の札幌市西区であった。設定上では、主人公の住む家の近くに、北海道を地盤とするコンビニエンスストアチェーンのセイコーマートも立地する。
なお、作中に登場した「月見草の丘」は、作者が考えた架空の光景であった。しかし、後に作者は仕事場の引っ越し先で、偶然にも同じような景色を目にしたという。

## キャッチフレーズ
本作の連載時のキャッチフレーズは「爆笑おニャン子コメディ」や「やさしさいっぱいの、おちゃめなおニャン子コメディ」などであった。

## 単行本

### 新書版
本作の単行本が、りぼんマスコットコミックスのbrandで発売された。
- 1巻 ISBN 4088533747 - 1986年7月20日発売
- 2巻 ISBN 4088534026 - 1987年4月20日発売
- 3巻 ISBN 4088534174 - 1987年9月19日発売
- 4巻 ISBN 4088534379 - 1988年3月20日発売
- 5巻 ISBN 4088534514 - 1988年7月20日発売
- 6巻 ISBN 4088534719 - 1989年1月18日発売
- 7巻 ISBN 4088534840 - 1989年5月20日発売
- 8巻 ISBN 4088535057 - 1989年11月20日発売
- 9巻 ISBN 4088535219 - 1990年4月18日発売
- 10巻 ISBN 408853543X - 1990年11月20日発売
- 11巻 ISBN 4088535650 - 1991年5月20日発売
- 12巻 ISBN 4088535812 - 1991年9月18日発売
- 13巻 ISBN 4088535995 - 1992年2月19日発売
- 14巻 ISBN 408853624X - 1992年8月15日発売
- 15巻 ISBN 4088537491 - 1994年8月15日発売 - これ以降はルル編である。
- 16巻 ISBN 4088537963 - 1995年5月発売

### 文庫版
1巻から8巻まで発売された。

## OVA
1991年12月13日に発売された。劇中に登場する曲の一部は、原作者が作曲した。また、原作者は主題歌の作詞も手掛けた。

### スタッフ
- 原作 - 高田エミ
- 監督 - 西森章
- 脚本 - 寺田憲史
- キャラクターデザイン - 垣野内成美
- 作画監督 - 小沢尚子、梶島正樹
- 美術監督 - 福田和矢
- 撮影監督 - 高橋明彦
- 音楽 - 内藤慎也
- 音響監督 - 藤山房伸
- プロデューサー - 加藤長輝、三浦亨
- 制作 - アニメイトフィルム、AIC
- 製作・著作 - 集英社

### 主題歌
エンディングテーマ「ネコネコ幻想曲」
作詞 - 高田エミ / 作曲 - KIM / 編曲 - 内藤慎也 / 歌 - 池内美加

## パロディ
森ゆきえの作品の1つの『めだかの学校』は、頭部が魚の形状をしたキャラクターが登場する。この『めだかの学校』の第3巻に収載された「めだかの学校番外編 デビューへの道」では、本作のパロディが登場した。具体的には、主人公の魚が、お月様の力を借りて、ヒトに変身するという話である

。